# Rainer Schwartz (General)
Rainer Schwartz (* 11. Oktober 1915; † 25. Oktober 1995) war ein Generalmajor des Heeres der Bundeswehr.
Schwartz diente in der Wehrmacht, absolvierte die Generalstabsausbildung und war zuletzt Major.
Vom 15. Januar 1966 bis 30. September 1967 war er Kommandeur der Panzerbrigade 30.
Vom 1. April bis 31. Dezember 1971 kommandierte er die 1. Gebirgsdivision der Bundeswehr. Danach trat er in den Ruhestand.